# San Andrés del Faique
San Andrés del Faique es un caserío peruano ubicado en el distrito de Pacaipampa, perteneciente a la provincia de Ayabaca del departamento de Piura, al norte del Perú. 

## Ubicación
San Andrés del Faique se ubica al sur de la provincia de Ayabaca, en el distrito de Pacaipampa, en el departamento de Piura.

## Demografía
En 2017 San Andrés del Faique tenía una población de 103 habitantes.
| Gráfica de evolución demográfica de San Andrés del Faique entre 1993 y 2017 |
|                                                                             |
| Fuentes: Población 1993 y 2017                                              |